# Festival Olímpico de la Juventud Europea
El Festival Olímpico de la Juventud Europea (FOJE), conocido también por sus iniciales en inglés (EYOF, European Youth Olympic Festival), es un evento multideportivo bienal pensado para los jóvenes atletas de los 50 países miembros de la asociación de Comités Olímpicos Europeos. Esta competición se celebra tanto en verano, cuya primera edición tuvo lugar en 1991, como en invierno, la cual comenzó a disputarse dos años después.

## Historial
| - 1991 - Bruselas - 1993 - Valkenswaard - 1995 - Bath - 1997 - Lisboa - 1999 - Esbjerg - 2001 - Murcia - 2003 - París - 2005 - Lignano Sabbiadoro - 2007 - Belgrado - 2009 - Tampere - 2011 - Trabzon - 2013 - Utrecht - 2015 - Tiflis - 2017 - Győr - 2019 - Bakú - 2022 - Banská Bystrica - 2023 - Maribor - 2025 - Skopie - 1993 - Aosta - 1995 - Andorra - 1997 - Sundsvall - 1999 - Poprad-Tatry - 2001 - Vuokatti - 2003 - Bled - 2005 - Monthey - 2007 - Jaca - 2009 - Bielsko-Biała, Cieszyn, Tychy, Szczyrk, Wisła - 2011 - Liberec - 2013 - Brasov - 2015 - Vorarlberg , Liechtenstein - 2017 - Erzurum - 2019 - Sarajevo, Sarajevo Oriental |

- 2022 -  Vuokatti
- 2023 -  Friul-Venecia Julia
- 2025 -  Boryomi, Bakuriani

## Disciplinas deportivas
Deportes que se disputan en el EYOF de verano:
- Atletismo
- Baloncesto
- Balonmano
- Ciclismo
- Gimnasia
  -  Artística
  -  Rítmica
- Judo
- Natación
- Tenis
- Voleibol

Deportes que se disputan en el EYOF de invierno:
- Biatlón
- Combinada nórdica
- Curling
- Esquí alpino
- Esquí de fondo
- Hockey sobre hielo
- Patinaje artístico
- Saltos de esquí
- Snowboard

## Ediciones

### Ediciones de Verano
| Edición | Año  | Ciudad             | País                | Fecha Inicio | Fecha Clausura | Países | Atletas | Deportes | Eventos | Ganador      |
| ------- | ---- | ------------------ | ------------------- | ------------ | -------------- | ------ | ------- | -------- | ------- | ------------ |
| 1       | 1991 | Bruselas           | Bélgica             | 12 de julio  | 21 de julio    | 33     | 2,084   | 10       | 70      | Francia      |
| 2       | 1993 | Valkenswaard       | Holanda             | 3 de julio   | 9 de julio     | 43     | 1,874   | 10       | 86      | Rusia        |
| 3       | 1995 | Bath               | Gran Bretaña        | 9 de julio   | 14 de julio    | 47     | 1,709   | 10       | 86      | Gran Bretaña |
| 4       | 1997 | Lisboa             | Portugal            | 18 de julio  | 24 de julio    | 47     | 2,500   | 10       | 86      | Rusia        |
| 5       | 1999 | Esbjerg            | Dinamarca           | 10 de julio  | 16 de julio    | 48     | 2,324   | 11       | 84      | Rusia        |
| 6       | 2001 | Murcia             | España              | 3 de julio   | 9 de julio     | 48     | 2,500   | 10       | 90      | Rusia        |
| 7       | 2003 | Paris              | Francia             | 28 de julio  | 2 de agosto    | 48     | 2,500   | 10       | 95      | Rusia        |
| 8       | 2005 | Lignano Sabbiadoro | Italia              | 3 de julio   | 8 de julio     | 48     | 3,965   | 11       | 109     | Rusia        |
| 9       | 2007 | Belgrado           | Serbia              | 22 de julio  | 27 de julio    | 48     | 3,000   | 11       | 100     | Rusia        |
| 10      | 2009 | Tampere            | Finlandia           | 19 de julio  | 26 de julio    | 49     | 3,302   | 9        | 109     | Rusia        |
| 11      | 2011 | Trabzon            | Turquía             | 24 de julio  | 29 de julio    | 49     | 3,138   | 9        | 109     | Rusia        |
| 12      | 2013 | Utrecht            | Holanda             | 14 de julio  | 19 de julio    | 49     | 3,143   | 9        | 111     | Rusia        |
| 13      | 2015 | Tiflis             | Georgia             | 26 de julio  | 1 de agosto    | 50     | 3,304   | 9        | 112     | Rusia        |
| 14      | 2017 | Győr               | Hungría             | 22 de julio  | 30 de julio    | 50     | 2,500   | 10       | 130     | Rusia        |
| 15      | 2019 | Bakú               | Azerbaiyán          | 21 de julio  | 27 de julio    | 48     | 2,419   | 10       | 135     | Rusia        |
| 16      | 2022 | Banská Bystrica    | Eslovaquia          | 24 de julio  | 30 de julio    | 48     | 120     | 10       | 2,252   | Italia       |
| 17      | 2023 | Maribor            | Eslovenia           | 24 de julio  | 30 de julio    | 48     | 122     | 10       | 2,419   | Italia       |
| 18      | 2025 | Skopie             | Macedonia del Norte |              |                |        |         |          |         |              |

### Invierno
| Edición | Año  | Ciudad                       | País                  | Fecha Inicio  | Fecha Clausura | Países | Atletas | Deportes | Eventos | Ganador   |
| ------- | ---- | ---------------------------- | --------------------- | ------------- | -------------- | ------ | ------- | -------- | ------- | --------- |
| 1       | 1993 | Valle de Aosta               | Italia                | 7 de febrero  | 10 de febrero  | 33     | 708     | 5        | 17      | Rusia     |
| 2       | 1995 | Andorra la Vieja             | Andorra               | 4 de febrero  | 10 de febrero  | 40     | 740     | 4        | 17      | Italia    |
| 3       | 1997 | Sundsvall                    | Suecia                | 7 de febrero  | 13 de febrero  | 41     | 991     | 6        | 27      | Rusia     |
| 4       | 1999 | Poprad-Tatry                 | Eslovaquia            | 6 de marzo    | 12 de marzo    | 40     | 819     | 7        | 27      | Rusia     |
| 5       | 2001 | Vuokatti                     | Finlandia             | 11 de marzo   | 15 de marzo    | 40     | 1,111   | 7        | 28      | Rusia     |
| 6       | 2003 | Bled                         | Eslovenia             | 25 de enero   | 31 de enero    | 41     | 1,242   | 7        | 28      | Rusia     |
| 7       | 2005 | Monthey                      | Suiza                 | 23 de enero   | 28 de enero    | 41     | 1,184   | 8        | 35      | Rusia     |
| 8       | 2007 | Jaca                         | España                | 18 de febrero | 23 de febrero  | 43     | 1,284   | 8        | 20      | Rusia     |
| 9       | 2009 | Silesia                      | Polonia               | 15 de febrero | 20 de febrero  | 47     | 1,615   | 9        | 31      | Rusia     |
| 10      | 2011 | Liberec                      | Chequia               | 13 de febrero | 18 de febrero  | 44     | 1,492   | 8        | 28      | Alemania  |
| 11      | 2013 | Braşov                       | Rumania               | 17 de febrero | 22 de febrero  | 45     | 1,465   | 8        | 36      | Rusia     |
| 12      | 2015 | Vorarlberg y Vaduz           | Austria Liechtenstein | 25 de enero   | 30 de enero    | 45     | 1,519   | 8        | 30      | Rusia     |
| 13      | 2017 | Erzurum                      | Turquía               | 12 de febrero | 17 de febrero  | 34     | 646     | 9        | 38      | Rusia     |
| 14      | 2019 | Sarajevo y Sarajevo Oriental | Bosnia y Herzegovina  | 9 de febrero  | 16 de febrero  | 46     | 911     | 8        | 32      | Noruega   |
| 15      | 2022 | Vuokatti                     | Finlandia             | 20 de marzo   | 25 de marzo    | 47     | 932     | 9        | 39      | Finlandia |
| 16      | 2023 | Friul-Venecia Julia          | Italia                | 21 de enero   | 28 de enero    | 47     | 1,252   | 12       | 59      | Francia   |
| 17      | 2025 | Boryomi y Bakuriani          | Georgia               |               |                |        |         |          |         |           |